# Jussy (Yonne)
Jussy é uma comuna francesa na região administrativa de Borgonha-Franco-Condado, no departamento de Yonne. Estende-se por uma área de 7,35 km². Em 2010 a comuna tinha 389 habitantes (densidade: 52,9 hab./km²).